# 薩克森的瑪麗亞·阿瑪莉亞
萨克森的玛丽亚·阿玛莉亚（西班牙語：María Amália de Sajonia，1724年11月24日—1760年9月27日）是薩克森選侯國的公主和西班牙王后。她的丈夫是西班牙国王卡洛斯三世。
她是神圣罗马皇帝約瑟夫一世的外孫女。她的母亲瑪麗亞·約瑟法原本应该是神圣罗马帝国的继承人，但在1713年国事诏书后失去了王位优先继承权。
1738年，玛丽亚·阿玛莉亚和卡洛斯结婚并有一段幸福的婚姻。她生下了十三名孩子。玛丽亚·阿玛莉亚是一名活跃的王后并下令修建卡塞塔王宮等。她在西班牙政治上也有很大的影响力。